# شیخ‌الاسلام (نام خانوادگی)
شیخ‌الاسلام یک نام خانوادگیست و می‌تواند به افراد زیر اشاره داشته‌باشد: 
- علی اکبر شیخ‌الاسلام: (۱۲۴۶–۱۳۱۱ ه‍.ش) (۱۲۸۴–۱۳۵۰ ه‍.ق) از  علما و از فعالان سیاسی و اجتماعی با نفوذ اصفهان در اواخر دوره قاجاریه
- علی شیخ‌الاسلام، (زادهٔ ۱۲۹۹ – درگذشتهٔ ۱۴ آذر ۱۳۸۸) مؤسس و نخستین رئیس دانشگاه ملی
- حسین شیخ‌الاسلام، نمایندهٔ حوزهٔ انتخابیهٔ تهران، ری، شمیرانات و اسلامشهر در دورهٔ هفتم مجلس شورای اسلامی و همچنین سفیر سابق ایران در سوریه
- ربابه شیخ‌الاسلام، متخصص اپیدمیولوژی با گرایش تغذیه، عضو گروه بهداشت و تغذیه فرهنگستان علوم پزشکی ایران
- محمد شیخ‌الاسلام، نماینده مردم استان کردستان در مجلس خبرگان رهبری
- زهرا شیخ الاسلام، وکیل و سیاستمدار. سناتور دموکرات ایالت جورجیا
- میرزا محمدحسن شیخ‌الاسلام، (فوت ۱۲۷۰ ه‍.ش) (۱۳۰۹ ه‍.ق) از روحانیان و رجال حکومتی اصفهان (شیخ الاسلام اصفهان)
- میرزا محمدرحیم سوم شیخ الاسلام (فوت ۱۲۶۸ ه‍.ش) (فوت ۱۳۰۶ ه‍.ق) از روحانیان و رجال حکومتی اصفهان (شیخ الاسلام اصفهان)
- میرزا عبدالله شیخ الاسلام (فوت ۱۲۵۲ ه‍.ش) (فوت ۱۲۹۰ ه‍.ق) از علما و رجال حکومتی اصفهان (شیخ الاسلام اصفهان)
- میرزا محمدرحیم دوم شیخ الاسلام، فوت ۱۲۱۲ ه‍.ش (۱۲۴۹ ه‍.ق)، از روحانیون و رجال حکومتی اصفهان (شیخ الاسلام اصفهان)
- علی شیخ الاسلام (۱۳۱۵ ه ش) استاد دانشگاه، پژوهشگر ادبیات و مترجم
- میرزا مرتضی شیخ‌الاسلام ، فوت ۱۱۹۰ ه‍.ش (۱۲۲۶ ه‍.ق)، از روحانیون و رجال حکومتی اصفهان (شیخ الاسلام اصفهان)